# NGC 5545
NGC 5545 este o galaxie spirală situată în constelația Boarul. A fost descoperită în 27 aprilie 1827 de către William Parsons, 3rd Earl of Rosse⁠(d). Se află la o distanță de 48,56 de megaparseci de Pământ.